# Artiglieria napoleonica
L'artiglieria napoleonica fu uno dei 6 reparti dipendenti dalla Grande Armata.
(da una lettera di Napoleone Bonaparte al Principe Eugenio di Beauharnais)

## Composizione

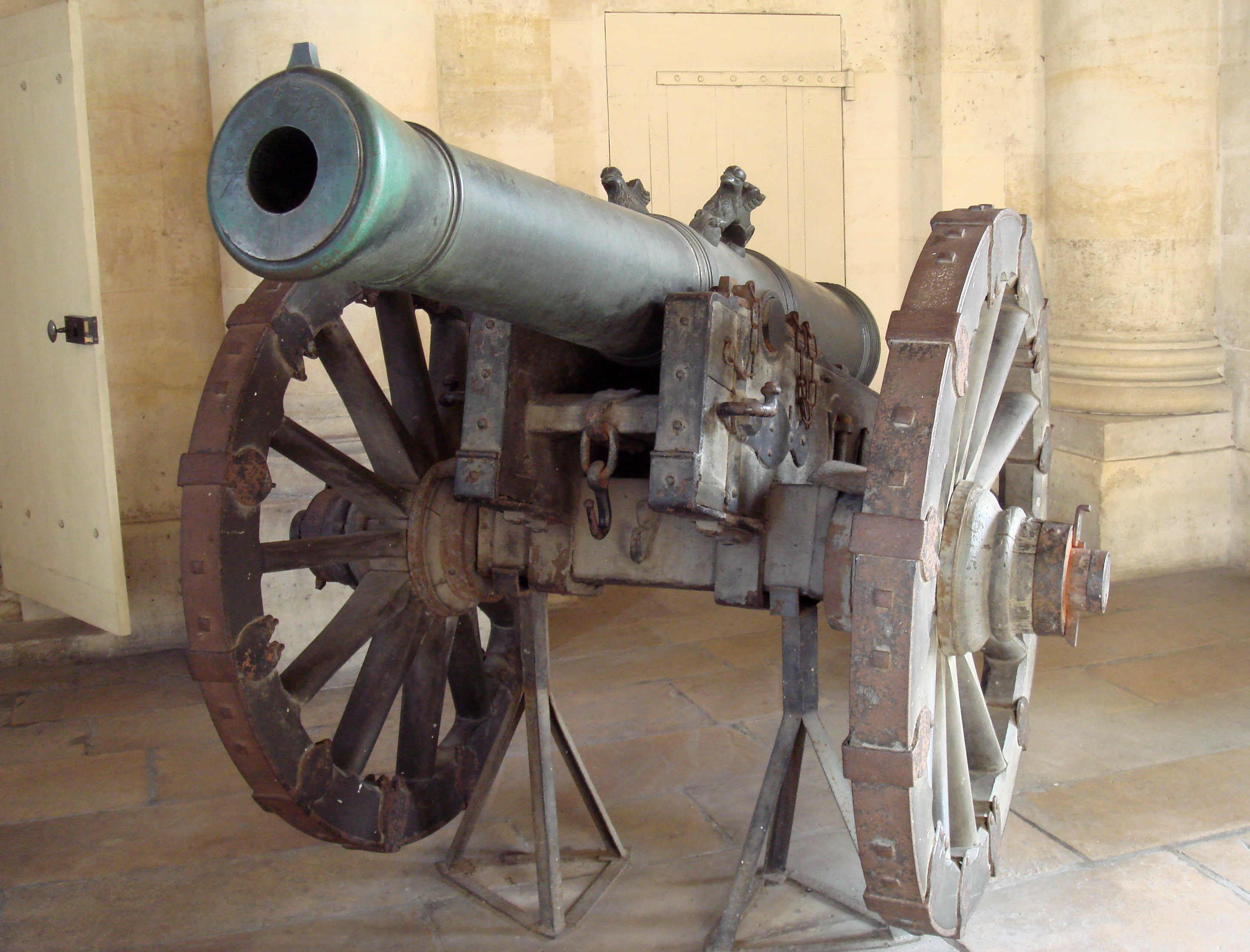
Cannone dell'Era napoleonica, facente parte di un sistema d'artiglieria ideato da Jean-Baptiste Vaquette de Gribeauval

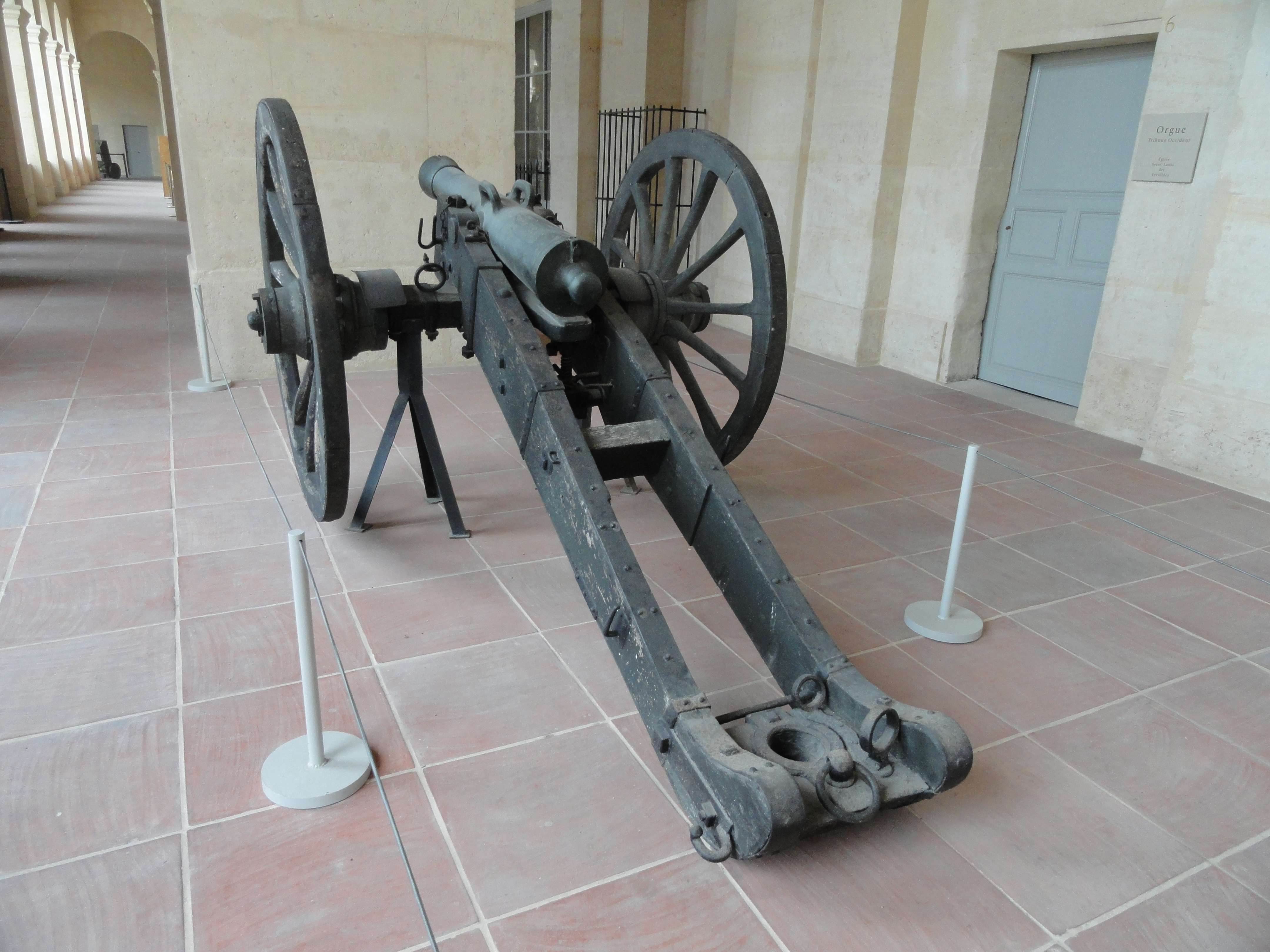
Retro di un cannone della medesima epoca

L'artiglieria, già oggetto dell'avvenieristica riforma Gribeauval, era stata ammodernata in modo ancor più efficiente dallo stesso Napoleone Bonaparte, che riorganizzò l'artiglieria leggera e pesante.

## L'artiglieria leggera
L'artiglieria leggera venne modificata nella grandezza dei propri cannoni passando dalle 4 alle 6 libbre, a causa della scelta dell'imperatore di impiegare i numerosi pezzi catturati ad austriaci e prussiani nelle campagne comprese fra il 1794 e il 1800.

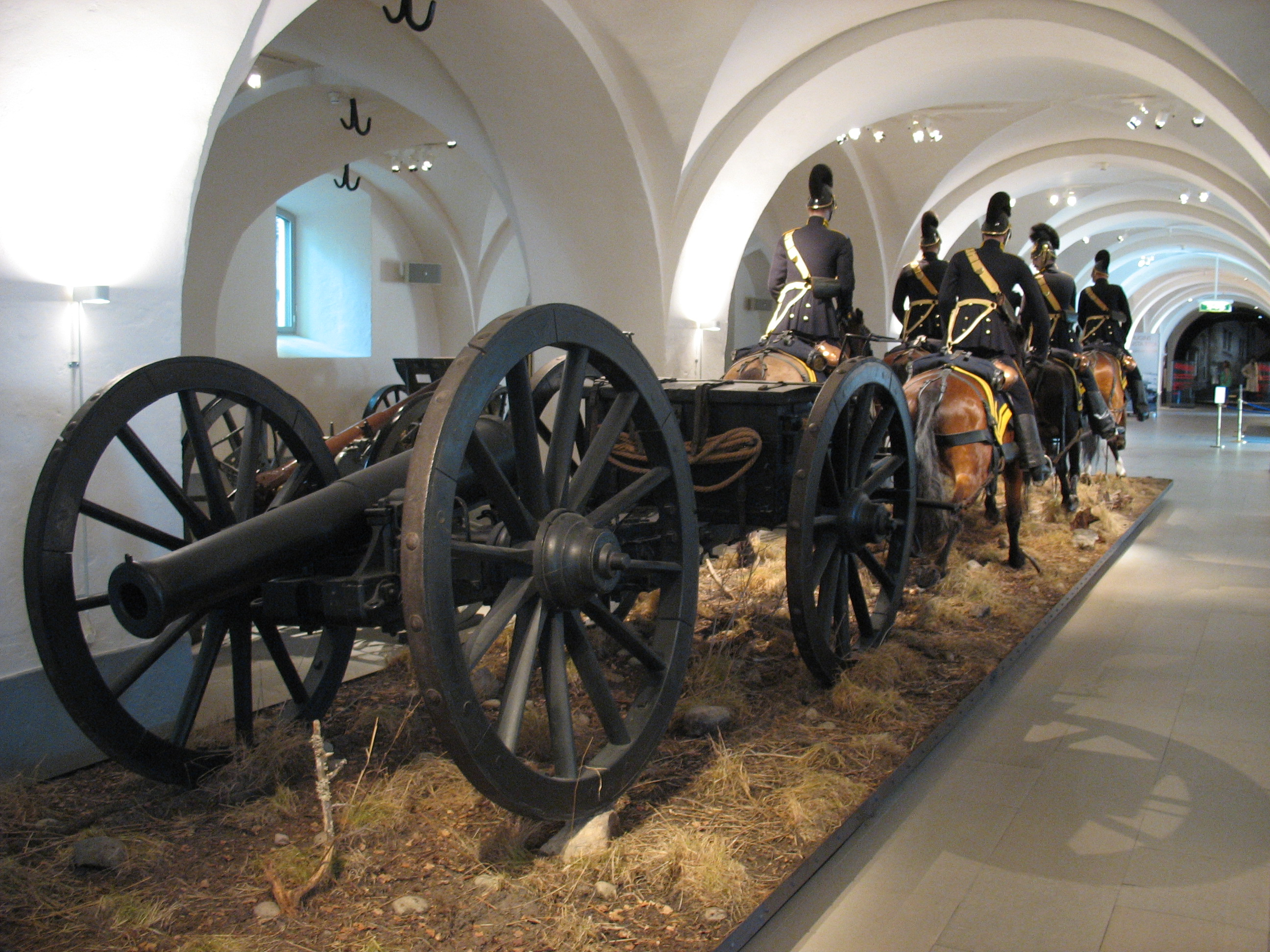
Ricostruzione di un treno d'artiglieria

Inglesi e francesi inoltre svilupparono l'artiglieria a cavallo a partire dalle batterie da cavallo previste dalla riforma Liechtenstein, capaci di tenere il passo con la cavalleria leggera e utile per gli inseguimenti del nemico.

## L'artiglieria pesante

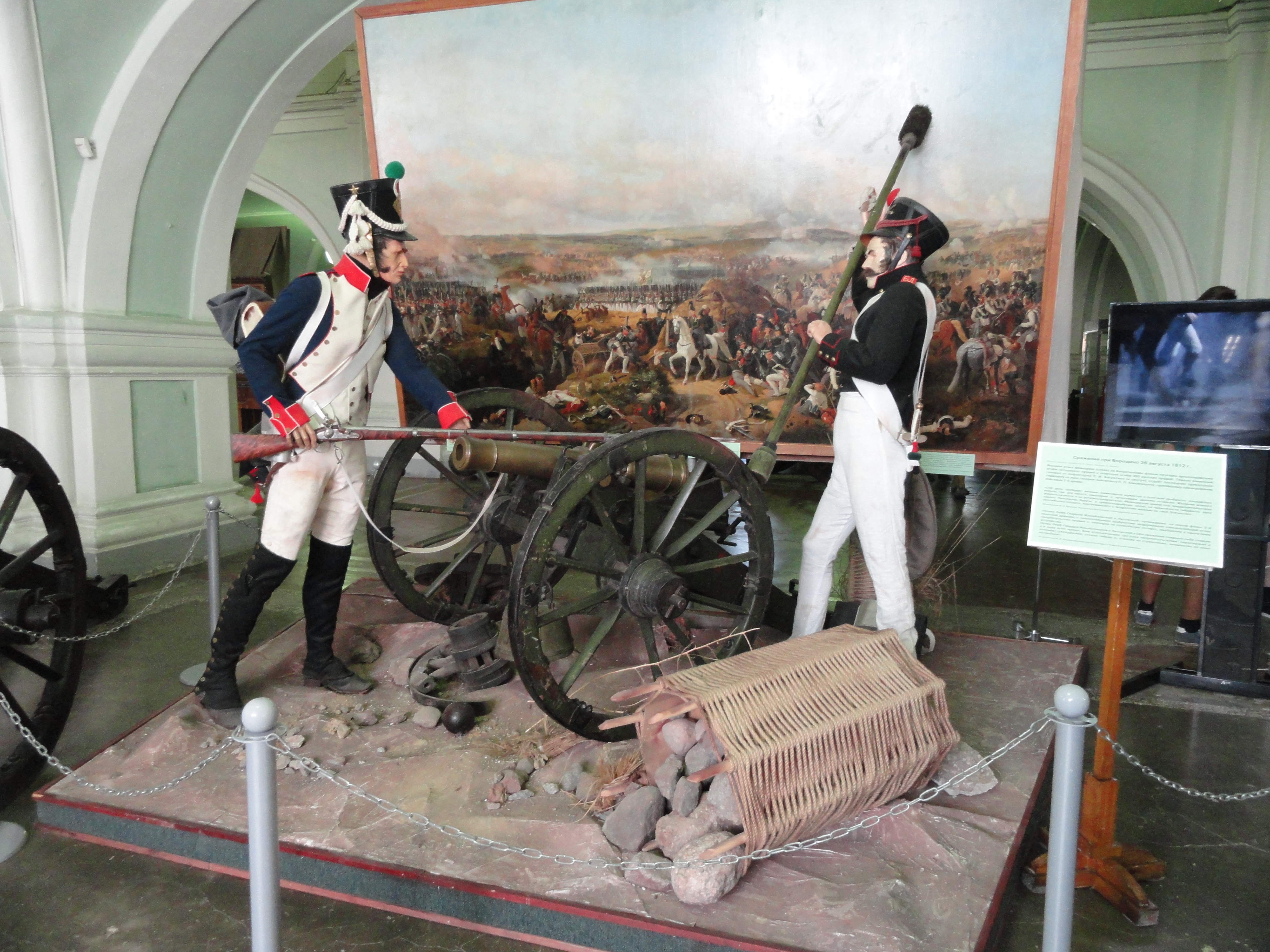
Ricostruzione plastica di un cannone e due soldati (un artigliere e un fante) durante la battaglia di Borodino nella mostra del 2018 a San Pietroburgo

L'artiglieria pesante (o artiglieria a piedi) venne anch'essa modificata nella grandezza, passando dalle 8 alle 12 libbre per ottenere una maggiore potenza di fuoco e una più utile gittata sul campo di battaglia.

## Le munizioni

### Munizioni da battaglia
- Palla rotonda (detta anche palla piena)
- Proiettili a grappolo
- Proiettili a mitraglia
- Granate da mortaio

### Munizioni da assedio
- Granate a calce viva
- Proiettili a carcassa

Tendenzialmente si utilizzava la palla piena, la quale non esplodeva ma rimbalzava, sempre che il terreno non fosse eccessivamente fangoso, utile negli obiettivi di fanteria, poiché i ranghi serrati permettevano una consistente capacità distruttiva.
Per tiri intermedi si usava il colpo a grappolo, che consisteva in tre palle da circa 40 mm di diametro sparate contemporaneamente, infine, per i tiri ravvicinati effettuati a meno di 200 m si utilizzava il proiettile a mitraglia, un contenitore riempito di proiettili da moschetto.
Le granate esplodenti per gli obici erano già in uso dall'inizio del XVIII secolo, ma erano poche e molto costose e si preferiva conservarle e utilizzarle durante gli assedi.
Tra le munizioni da assedio, seppur poco diffuse, vi erano i colpi a carcassa, palle in maglia di ferro riempite di materiale incendiario e
le granate a calce viva.

## I compiti dell'artiglieria
Secondo lo stesso Bonaparte i compiti principali dell'artiglieria erano 3:
- Nella fase iniziale della battaglia supportare l'avanzata delle truppe e continuare a sparare contemporaneamente sulle linee nemiche
- Nella fase cruciale l'artiglieria doveva martellare in modo incessante il nemico in un punto preciso, concentrando tutte le batterie disponibili e aprire varchi enormi fra i ranghi
- Nella fase finale e nell'inseguimento del nemico doveva, grazie alla sola artiglieria a cavallo, accompagnare la cavalleria leggera per creare il maggior numero di morti possibili e ritardare la fuga.

## Le mancanze dell'artiglieria
Napoleone però non tenne il passo con l'avanzamento tecnologico Alleato e per questo, una volta conosciute le innovative tattiche francesi, la loro capacità tecnologica ha surclassato in maniera decisiva l'artiglieria napoleonica.